# Ferdi Kübler
Ferdinand Kübler (Marthalen, 24 de juliol de 1919 - Zúric, 29 de desembre de 2016), anomenat Le Fou pédalant i L'Homme cheval, va ser un ciclista suís, professional entre els anys 1940 i 1957, durant els quals va aconseguir 135 victòries.
Ferdi Kübler va ser un dels ciclistes més llorejats de Suïssa. Campió del seu país en onze ocasions en diferents categories, els seus majors èxits foren el triomf al Tour de França de 1950 i la medalla d'or en el Campionat del Món de 1951.
A banda d'aquests èxits també destacaren un segon lloc al Tour de França, dos tercers llocs al Giro d'Itàlia i dues medalles més, una de plata i una altra de bronze, al Campionat del Món.
En retirar-se del ciclisme professional passà a exercir de monitor d'esquí.

## Palmarès
- 1940
  -  Campió de Suïssa de persecució
  -  Campió de Suïssa de muntanya
  -  Campió de Suïssa de ciclocross
  - 1r a l'A través de Lausana
- 1941
  -  Campió de Suïssa de persecució
  -  Campió de Suïssa de muntanya
  - 1r a l'A través de Lausana
  - Vencedor d'una etapa de la Volta a Suïssa
- 1942
  -  Campió de Suïssa de muntanya
  - 1r a la Volta a Suïssa i vencedor d'una etapa
  - 1r a l'A través de Lausana
- 1943
  -  Campió de Suïssa de persecució
  - 1r del Campionat de Zúric
  - 1r del Tour del Nord-oest
- 1944
  -  Campió de Suïssa de ciclocross
- 1945
  - 1r a l'A través de Lausana
- 1947
  - Vencedor d'una etapa del Tour de França
  - Vencedor d'una etapa de la Volta a Suïssa
- 1948
  -  Campió de Suïssa en ruta
  - 1r a la Volta a Suïssa i vencedor de 4 etapes
  - 1r del Tour de Romandia i vencedor de 2 etapes
- 1949
  -  Campió de Suïssa en ruta
  -  Medalla de plata al Campionat del Món de ciclisme
  - Vencedor d'una etapa del Tour de França
  - 1r del Tour del Nord-oest
- 1950
  -  Campió de Suïssa en ruta
  - Campió de la Challenge Desgrange-Colombo
  - 1r al Tour de França i vencedor de 3 etapes
  - 1r al Gran Premi de la Indústria i el Comerç de Prato
  - 1r al Gran Premi de Lugano
  - 1r al Giro del Ticino
  -  Medalla de bronze al Campionat del Món de ciclisme
  - Vencedor d'una etapa al Tour de Romandia
- 1951
  -  Campió de Suïssa en ruta
  -  Campió del món de ciclisme
  - 1r a la Fletxa Valona
  - 1r a la Lieja-Bastogne-Lieja
  - 1r a la Volta a Suïssa, vencedor de 2 etapes i 1r de la classificació de la muntanya
  - 1r al Tour de Romandia i vencedor de 4 etapes
  - 1r a la Roma-Nàpols-Roma
  - 1r al Giro del Ticino
  - 1r al Premi Dupré-Lapize (amb Armin von Büren)
  - 3r al Giro d'Itàlia
- 1952
  - Campió de la Challenge Desgrange-Colombo
  - 1r a la Fletxa Valona
  - 1r a la Lieja-Bastogne-Lieja
  - 1r al Tour del llac Léman
  - 1r al Giro del Ticino
  - Vencedor d'una etapa de la Volta a Suïssa
  - 3r al Giro d'Itàlia
- 1953
  - Vencedor d'una etapa Tour de Romandia
- 1954
  -  Campió de Suïssa en ruta
  - Campió de la Challenge Desgrange-Colombo
  - 1r al Giro del Ticino
  - Vencedor de 2 etapes al Tour de França.  1r de la Classificació per punts
- 1955
  - Vencedor d'una etapa de la Volta a Suïssa
- 1956
  - 1r de la Milà-Torí

### Resultats al Tour de França
- 1947. Abandona (6a etapa), vencedor d'una etapa
- 1949. Abandona (18a etapa) i vencedor d'una etapa
- 1950. 1r de la classificació general i vencedor de 3 etapes
- 1954. 2n de la classificació general, vencedor de 2 etapes.  1r de la Classificació per punts
- 1955. Abandona (12a etapa)

### Resultats al Giro d'Itàlia
- 1950. 4t de la classificació general
- 1951. 3r de la classificació general
- 1952. 3r de la classificació general